# ロード・オブ・ドッグタウン
『ロード・オブ・ドッグタウン』（Lords of Dogtown）は、2005年に製作されたアメリカ合衆国の映画。全米週末興行収入成績（2005年6月3日-5日）初登場第7位。ヒース・レジャーは、2006年度セントラルオハイオ映画批評家協会賞アクター・オブ・ザ・イヤーを受賞。日本語字幕は松崎広幸。

## 解説
1970年代のアメリカ西海岸ドッグタウンにて、スケートボードの斬新なスタイルを生んだZ-BOYSの実話を基に映画化。Z-BOYSの中心メンバー、トニー・アルヴァとジェイ・アダムズが役作りの指導に当たり、ステイシー・ペラルタが脚本を担当した。

## あらすじ
1975年、カリフォルニア州ヴェニスビーチ。ドッグタウンと呼ばれる寂れた街で、サーフィンとスケートボードに没頭するステイシー、ジェイ、トニーの3人が、溜り場のサーフ・ショップ「ゼファー」のスケート・チーム「Z-BOYS」から独立し、それぞれの道を歩むまでを描いている。

## キャスト
※括弧内は日本語吹替
- ジェイ・アダムズ - エミール・ハーシュ（関智一）
- ステイシー・ペラルタ - ジョン・ロビンソン（野島健児）
- トニー・アルヴァ - ヴィクター・ラサック（神奈延年）
- スキップ・イングロム - ヒース・レジャー（藤原啓治）
- シド - マイケル・アンガラノ（下和田裕貴）
- キャシー・アルヴァ - ニッキー・リード（浅野真澄）
- フィレーン - レベッカ・デモーネイ（野沢由香里）
- トッパー・バークス - ジョニー・ノックスヴィル（志村知幸）

### カメオ出演
- パーティーゲスト - ジェイ・アダムズ（英語版）
- パーティーのオレゴン人 - トニー・アルヴァ（英語版）
- テレビディレクター - ステイシー・ペラルタ
- Seattle race starter - スキップ・イングロム（英語版）
- 宇宙飛行士 - トニー・ホーク
- ジェイ・アダムズのマネージャー - ジェレミー・レナー
- ドレイク - シェー・ウィガム

## サウンドトラック
- Death or Glory/ソーシャル・ディストーション
- Hair of The Dog/ナザレス
- I just want To Make Love To You/フォガット
- Fox on The Run/スウィート
- Motor City Mad House/テッド・ニュージェント
- Turn to Stone/ジョー・ウォルシュ
- One Way Out/オールマン・ブラザーズ・バンド
- Fire/ジミ・ヘンドリックス
- Space Truckin'/ディープ・パープル
- Success/イギー・ポップ
- Suffragette City/デヴィッド・ボウイ
- Iron Man/ブラック・サバス
- Nervous Breakdown/ライズ・アゲインスト
- 20th Century Boy/T・レックス
- Maggie May/ロッド・スチュアート
- Wish You Were Here/スパークルホース and トム・ヨーク

## サウンドトラック未収録曲
- Steppin' Razor/ピーター・トッシュ
- Voodoo Chile Blues/ジミ・ヘンドリックス
- Loose/ストゥージズ
- Long Way to Go/アリス・クーパー
- Shambala/スリー・ドッグ・ナイト
- Sidewalk Surfin'/ジャン&ディーン
- Walking in Rhythm/ブラックバーズ
- The Red & the Black/ブルー・オイスター・カルト
- Mongoloid/ディーヴォ
- Too High/スティーヴィー・ワンダー
- Super Stupid/ファンカデリック
- Fire/オハイオ・プレイヤーズ
- Stay With Me/フェイセズ
- Strange Brew/クリーム